# Aechmea azurea
Aechmea azurea är en gräsväxtart som beskrevs av Lyman Bradford Smith. Aechmea azurea ingår i släktet Aechmea och familjen Bromeliaceae. Inga underarter finns listade i Catalogue of Life.